# Colin Hendry
Edward Colin Hendry (Keith, Escocia, 7 de diciembre de 1965) es un exfutbolista escocés, se desempeñaba como defensa y lateral, se retiró en 2003 y actualmente ejerce de entrenador, aunque se encuentra sin equipo.

## Clubes
| Club              | País       | Año         |
| ----------------- | ---------- | ----------- |
| Dundee FC         | Escocia    | 1983 - 1987 |
| Blackburn Rovers  | Inglaterra | 1987 - 1989 |
| Manchester City   | Inglaterra | 1989 - 1991 |
| Blackburn Rovers  | Inglaterra | 1991 - 1998 |
| Rangers FC        | Escocia    | 1998 - 2000 |
| Coventry City FC  | Inglaterra | 2000 - 2001 |
| Bolton Wanderers  | Inglaterra | 2001 - 2002 |
| Preston North End | Inglaterra | 2002        |
| Blackpool FC      | Inglaterra | 2002 - 2003 |

## Palmarés
Blackburn Rovers FC
- FA Premier League: 1994-95

Rangers FC
- Premier League de Escocia: 1998-99
- Copa de Escocia: 1999
- Copa de la Liga de Escocia: 1999

- Datos: Q465095